# Dylan Ryder
Dylan Ryder (Fresno, 23 de fevereiro de 1981) é uma ex-atriz pornográfica norte-americana.

## Primeiros anos de vida
Ryder nasceu em Fresno, Califórnia. Ela é descendente de italiano e alemão. Ryder tem duas irmãs mais novas, Jocelyn e Jillian Lybarger, que são dupla de gêmeas de artes marciais mistas.
Ryder foi uma nadadora competitiva e participou em campeonatos de polo aquático a partir do momento que ela tinha oito anos, até seu primeiro ano no ensino médio.
Ryder costumava trabalhar como uma conselheira de reabilitação de drogas e álcool para presidiários na Califórnia. Ela também foi uma agente penitenciário em Arizona.

## Carreira
Ryder entrou na indústria de filmes adultos em 2004, em torno de 23 anos de idade. Ela deixou a indústria depois de seis meses e voltou em 2008.
Em maio de 2012, Depois de terminar em segundo lugar no concurso Miss Freeones, ela anunciou sua aposentadoria da indústria adulta, embora continue a operar seu site.

## Vida pessoal
Ryder atualmente reside em Condado de Orange, Califórnia. Suas irmãs gêmeas Jill e Jocelyn Lybarger são competidoras de MMA.

## Filmografia parcial
| Ano  | Título                              | Papel               | Notas                                                                  |
| ---- | ----------------------------------- | ------------------- | ---------------------------------------------------------------------- |
| 2009 | Keeping It Up For the KardASSians   | Kourtney Kardashian |                                                                        |
| 2010 | Jersey Shore XXX: A Porn Parody     | Sammi Sweetheart    |                                                                        |
| 2011 | Catwoman                            | Katwoman            | Nomeada—XBIZ Award para Desempenho da atuação do ano - Feminino (2012) |
| 2011 | Keeping It Up For the KardASSians 2 | Kim Kardashian      |                                                                        |
| 2011 | This Ain't Cougar Town XXX          | Jules Cobb          |                                                                        |

## Premiações e nomeações
| Ano  | Cerimônia  | Resultado | Prêmio | Trabalho           |
| ---- | ---------- | --------- | --- | ------------------ |
| 2011 | AVN Award  | Indicado  | Best Group Sex Scene (com Julia Ann, Natasha Marley, Bobbi Starr, Paul Chaplin, Tommy Gunn, Will Powers & Billy Glide) | Bonny & Clide      |
| 2011 | AVN Award  | Indicado  | Unsung Starlet of the Year                                                                                             | —                  |
| 2011 | XBIZ Award | Indicado  | MILF Site of the Year                                                                                                  | DylanRyder.com     |
| 2011 | XRCO Award | Indicado  | Unsung Siren | —                  |
| 2012 | AVN Award  | Indicado  | Melhor website de estrela pornô                                                                                        | DylanRyder.com     |
| 2012 | XBIZ Award | Indicado  | Desempenho da atuação do ano - Feminino                                                                                | Katwoman XXX       |
| 2012 | XBIZ Award | Indicado  | Porn Star Site of the Year                                                                                             | DylanRyder.com     |
| 2012 | Fã votada  | Venceu    | 5 Star Award | PornStarGlobal.com |